# 1553 год в науке
В 1553 году произошли следующие события в области науки.

## События
- 15 марта — Педро де Сьеса де Леон публикует первую часть своей многотомной Хроники Перу.
- Джамбатиста Бенедетти опубликовал трактат по механике Resolutio omnium Euclidis problematum.
- Мигель Сервет публикует трактат Восстановление христианства, где впервые описал малый круг кровообращения.

## Родились
См. также: Категория:Родившиеся в 1553 году
- 1 апреля — Чельсо Читтадини, итальянский учёный и поэт (умер в 1627 году).
- 5 июня — Бернардино Бальди, итальянский математик и писатель (умер в 1617 году).
- 23 ноября — Просперо Альпини, итальянский врач и ботаник (умер в 1617 году).
- Валерио Лука, итальянский математик (умер в 1618 году).
- Джон Флорио, британский лингвист и переводчик (умер в 1625 году).

## Скончались
См. также: Категория:Умершие в 1553 году
- 19 февраля — Эразм Рейнгольд, немецкий астроном и математик (род. в 1511 году).
- 6 августа — Джироламо Фракасторо, венецианский учёный-энциклопедист (род. в 1478 году).
- 27 октября — Мигель Сервет, испанский мыслитель, теолог-антитринитарий, естествоиспытатель и врач (род. в 1511 году).
- 9 апреля — Франсуа Рабле, французский учёный-энциклопедист (дата рожд. неизвестна).
- Эрнан Нуньес, испанский филолог и переводчик (род. в 1475 году).